# Bones Hyland
Nah'Shon Lee «Bones» Hyland (Wilmington, Delaware, 14 de septiembre de 2000) es un jugador de baloncesto estadounidense que pertenece a la plantilla de los Minnesota Timberwolves de la NBA, con un contrato dual que le permite jugar también en su filial de la G League, los Iowa Wolves. Con 1,88 metros de estatura, juega en la posición de escolta.

## Trayectoria deportiva

### Universidad
Jugó dos temporadas con los Rams de la Universidad de la Mancomunidad de Virginia (VCU), en la que promedió 13,6 puntos, 3,3 rebotes, 1,9 asistencias y 1,3 robos de balón por partido, En su primera temporada fue incluido en el mejor quinteto de rookies de la Atlantic 10 Conference, tras promediar un 43,4% en tiros de tres y anotar 67 triples, récord de la universidad para un novato en una temporada.
En su segunda temporada Hyland promedió 19,5 puntos, 4,7 rebotes, 2,1 asistencias y 1,9 robos por partido, siendo elegido Jugador del Año de la Atlantic 10. El 17 de abril de 2021 se declaró elegible para el draft de la NBA, renunciando a su elegibilidad universitaria restante.

#### Estadísticas
| Año     | Equipo | PJ | PT | MPP  | %TC  | %3P  | %TL  | RPP | APP | ROB | TPP | PPP  |
| ------- | ------ | -- | -- | ---- | ---- | ---- | ---- | --- | --- | --- | --- | ---- |
| 2019–20 | VCU    | 31 | 9  | 20.6 | .433 | .434 | .667 | 2.2 | 1.8 | .8  | .3  | 9.0  |
| 2020–21 | VCU    | 24 | 24 | 31.9 | .447 | .371 | .862 | 4.7 | 2.1 | 1.9 | .2  | 19.5 |
| Total   | Total  | 55 | 33 | 25.5 | .441 | .399 | .827 | 3.3 | 1.9 | 1.3 | .3  | 13.6 |

### Profesional
Fue elegido en la vigésimo sexta posición del Draft de la NBA de 2021 por los Denver Nuggets, debutando en la NBA el 25 de octubre ante Cleveland Cavaliers con 7 puntos. El 17 de diciembre anota 24 puntos ante Atlanta Hawks. El 15 de enero de 2022, ante Los Angeles Lakers, registra un doble-doble de 27 puntos y 10 rebotes. El 14 de marzo ante Philadelphia 76ers anota 21 puntos, incluyendo varios triples lejanos. Al término de la temporada fue incluido en el segundo mejor quinteto de rookies.
Durante su segundo año en Denver, el 9 de febrero de 2023 es traspasado a Los Angeles Clippers.
El 6 de febrero de 2025 es traspasado a los Atlanta Hawks junto a Terance Mann a cambio de Bogdan Bogdanović. Fue despedido sin llegar a debutar al día siguiente. El 26 de febrero firma con Minnesota Timberwolves.

## Estadísticas de su carrera en la NBA

### Temporada regular
| Año     | Equipo        | PJ  | PT | MPP  | %TC  | %3P  | %TL  | RPP | APP | ROB | TPP | PPP  |
| ------- | ------------- | --- | -- | ---- | ---- | ---- | ---- | --- | --- | --- | --- | ---- |
| 2021-22 | Denver        | 69  | 4  | 19.0 | .403 | .366 | .856 | 2.7 | 2.8 | .6  | .3  | 10.1 |
| 2022-23 | Denver        | 42  | 1  | 19.5 | .399 | .378 | .866 | 2.0 | 3.0 | .7  | .3  | 12.1 |
| 2022-23 | L.A. Clippers | 14  | 0  | 18.9 | .401 | .351 | .750 | 3.5 | 3.4 | .8  | .1  | 10.8 |
| 2023-24 | L.A. Clippers | 37  | 5  | 14.6 | .386 | .326 | .783 | 1.5 | 2.5 | .7  | .1  | 6.9  |
| 2024-25 | L.A. Clippers | 20  | 0  | 11.1 | .391 | .388 | .885 | 1.2 | 1.4 | .9  | .2  | 7.2  |
| 2024-25 | Minnesota     | 4   | 0  | 4.3  | .667 | .500 | -    | .3  | 1.0 | .0  | .0  | 1.3  |
| Total   | Total         | 186 | 10 | 17.1 | .398 | .364 | .848 | 2.2 | 2.7 | .6  | .2  | 9.5  |

### Playoffs
| Año   | Equipo        | PJ | PT | MPP  | %TC  | %3P  | %TL   | RPP | APP | ROB | TPP | PPP |
| ----- | ------------- | -- | -- | ---- | ---- | ---- | ----- | --- | --- | --- | --- | --- |
| 2022  | Denver        | 5  | 0  | 17.3 | .361 | .348 | .857  | 2.0 | 3.2 | .2  | .0  | 9.2 |
| 2023  | L.A. Clippers | 5  | 0  | 16.5 | .341 | .250 | .800  | .8  | .8  | .8  | .2  | 8.6 |
| 2024  | L.A. Clippers | 3  | 0  | 4.0  | .429 | .200 | 1.000 | .7  | 1.3 | .0  | .0  | 3.7 |
| Total | Total         | 13 | 0  | 13.9 | .356 | .292 | .857  | 1.2 | 1.8 | .4  | .1  | 7.7 |